# Liste der Staatsoberhäupter 405
Übersicht
◄◄ | ◄ | 401 | 402 | 403 | 404 | Liste der Staatsoberhäupter 405 | 406 | 407 | 408 | 409 | ► | ►►

Weitere Ereignisse

## Afrika
- Aksumitisches Reich
  - König: Eon (ca. 395–ca. 415)

## Amerika
- Maya
  - Palenque
    - König: K'uk Balam' (397–435)

  - Tikal
    - König: Yax Nuun Ayiin I. (379–410)

## Asien
- Armenien
  - König: Wramschapuh (389–416)

- China
  - Kaiser der Jin-Dynastie: Jin Andi (396–418)
  - Nördliche Wei-Dynastie: Dao Wu (386–409)
  - Sechzehn Reiche:
    - Spätere Qin: Yáo Xīng (394–416)
    - Spätere Yan: Mùróng Xī (401–407)
    - Nördliche Liang: Juqu Mengxun (401–433)
    - Südliche Liang: Tufa Rutan (402–414)
    - Südliche Yan: Mùróng Dé (398–405)
    - Südliche Yan: Mùróng Chāo (405–410)
    - Westliche Liang: Li Gao (400–417)

- Iberien (Kartlien)
  - König: Tirdat I. (394–406)

- Indien
  - Gupta-Reich
    - König: Chandragupta II. (375–415)

  - Kadamba
    - König: Bhagiratha (380–410)

  - Pallava
    - König: Skanda Varman III. (400–438)

  - Vakataka
    - Regentin: Prabhavatigupta (390–410)

- Japan
  - Kaiser: Richū (400–405)

- Korea
  - Baekje
    - König: Asin (392–405)
    - König: Jeonji (405–420)

  - Gaya
    - König: Isipum (346–407)

  - Goguryeo
    - König: Gwanggaeto (391–413)

  - Silla
    - König: Silseong (402–417)

- Sassanidenreich
  - Schah (Großkönig): Yazdegerd I. (399–421)

## Europa
- Weströmisches Reich
  - Kaiser: Flavius Honorius (395–423)
    - Konsul: Flavius Stilicho (405)

- Oströmisches Reich
  - Kaiser: Arcadius (395–408)
    - Konsul: Flavius Anthemius (405)

- Westgoten
  - König: Alarich I. (395–410)

## Religiöse Führer
- Papst: Innozenz I. (401–417)